# Etyka sztucznej inteligencji
Etyka sztucznej inteligencji – dziedzina badań zajmująca się rozważaniem moralnych, społecznych i filozoficznych konsekwencji związanych z rozwojem i wykorzystaniem technologii sztucznej inteligencji. Jest interdyscyplinarnym obszarem, który łączy badania z zakresu filozofii, informatyki, prawa, socjologii, a także nauk politycznych i ekonomicznych.

## Główne zagadnienia etyczne związane z AI
Etyka sztucznej inteligencji obejmuje szereg zagadnie, które są kluczowe dla zapewnienia, że rozwój technologii AI nie spowoduje niezamierzonych i nieetycznych skutków. Główne obszary, które są szczególnie istotne w tej dziedzinie to:
- Odpowiedzialność i kontrola – Kluczowym zagadnieniem jest określenie, kto ponosi odpowiedzialność za działania systemów AI. Problemy pojawiają się szczególnie w przypadku autonomicznych systemów, takich jak pojazdy autonomiczne, które podejmują decyzje bez bezpośredniej ingerencji człowieka.
- Prywatność i bezpieczeństwo danych – Rozwój AI wymaga przetwarzania ogromnych zbiorów danych, w tym danych osobowych i wrażliwych. Stwarza to ryzyko naruszenia prywatności oraz nieuprawnionego dostępu do danych, co wymaga opracowania skutecznych mechanizmów ochrony.
- Sprawiedliwość i bezstronność – Algorytmy oparte na uczeniu maszynowym mogą być podatne na uprzedzenia, jeśli dane używane do ich trenowania zawierają ukryte stronniczości. Takie systemy mogą nieświadomie prowadzić do dyskryminacji w obszarach takich jak zatrudnienie, wymiar sprawiedliwości czy kredytowanie.
- Autonomiczne systemy i decyzje moralne – Autonomiczne systemy, takie jak roboty wojskowe czy pojazdy autonomiczne, wymagają ustalenia zasad działania w sytuacjach kryzysowych, np. jak postąpić w przypadku zagrożenia życia ludzi.
- Zatrudnienie i gospodarka – Automatyzacja wielu zawodów może prowadzić do redukcji miejsc pracy, co rodzi pytania o konieczność przekwalifikowania pracowników oraz sposoby przeciwdziałania rosnącym nierównościom społecznym.
- Zastosowania wojskowe i bezpieczeństwo globalne – Wykorzystanie AI w celach militarnych, np. w autonomicznych systemach broni czy cyberatakach, budzi obawy związane z możliwością naruszenia praw człowieka i globalnego bezpieczeństwa.

## Globalne inicjatywy etyczne dotyczące AI
Na świecie podejmowane są inicjatywy mające na celu opracowanie wytycznych i regulacji dotyczących odpowiedzialnego rozwoju sztucznej inteligencji. Najważniejsze z nich to:
- Wytyczne Unii Europejskiej (2019)[3] – Komisja Europejska opublikowała dokument zawierający zasady takie jak przejrzystość, sprawiedliwość, prywatność i odpowiedzialność w kontekście AI. Komisja Europejska zaproponowała również AI Act.
- Inicjatywa OpenAI[4] – Organizacja non-profit OpenAI rozwija sztuczną inteligencję zgodnie z wartościami etycznymi, kładąc nacisk na transparentność i odpowiedzialność.
- Asilomar(inne języki) AI Principles (2017)[5] – Zbiór 23 zasad opracowanych na konferencji w Asilomar w USA, które dotyczą zarówno rozwoju AI, jak i zapobiegania jej złośliwemu wykorzystaniu.